# Rainer Küchl

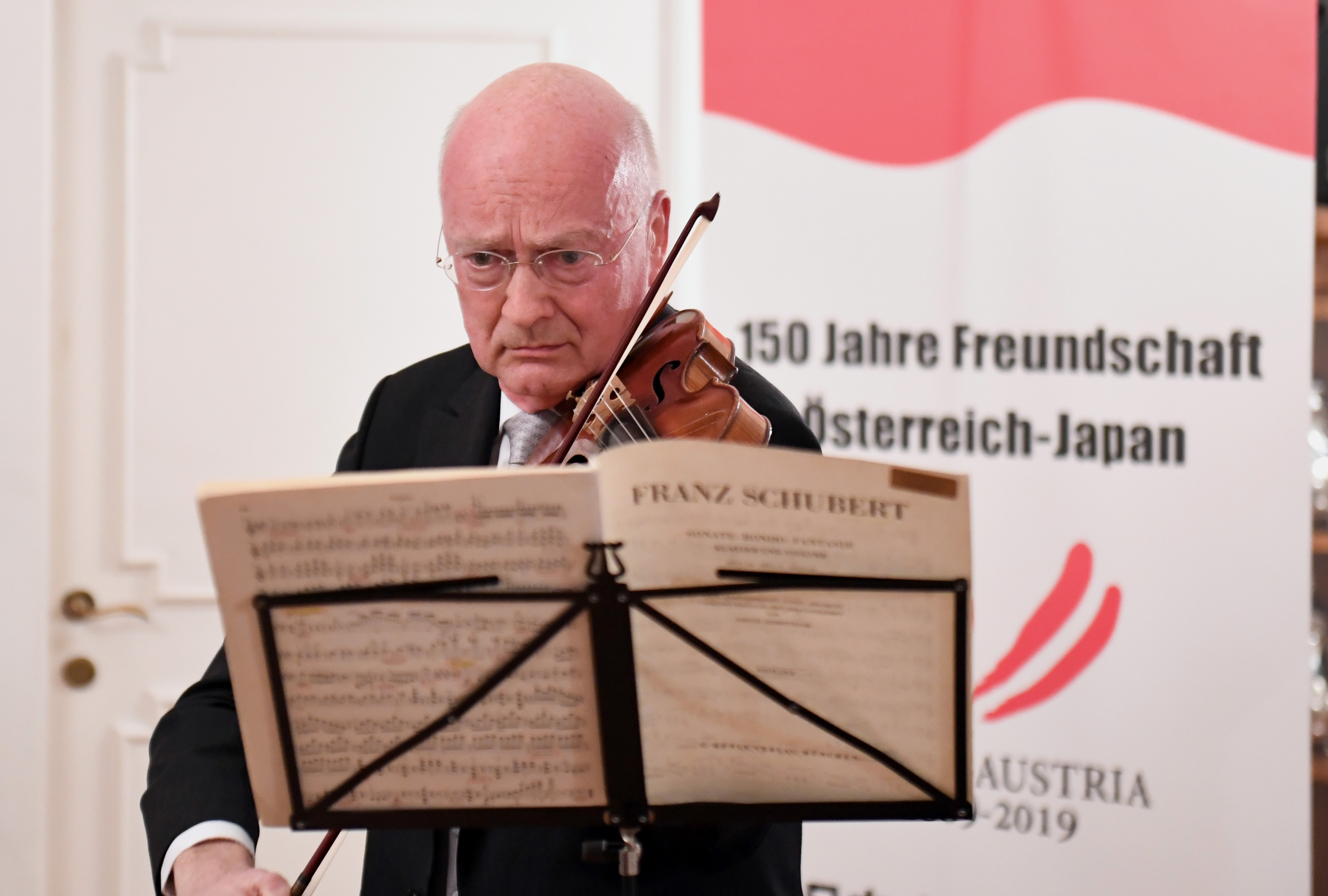
Rainer Küchl (2019)

Rainer Küchl (* 25. August 1950 in Waidhofen an der Ybbs) ist ein österreichischer Violinist. Er war von 1971 bis 2016 Erster Konzertmeister der Wiener Philharmoniker und des Staatsopernorchesters und ist emeritierter Professor der Universität für Musik und darstellende Kunst Wien.

## Leben und Wirken
Rainer Küchl begann sein Violinstudium im Alter von 11 Jahren. Von 1964 bis 1970 studierte er bei Franz Samohyl an der Musikhochschule Wien. Nach einem Probespiel im Jahr 1970 wurde er mit Wirkung zum 1. Jänner 1971 zum Konzertmeister des Orchesters der Wiener Staatsoper sowie der Wiener Philharmoniker ernannt. Diese Position bekleidete er bis zu seinem Eintritt in den Ruhestand im Jahr 2016. Ab 1972 war Küchl zudem Konzertmeister der Wiener Hofmusikkapelle.
Als Solist trat Küchl international mit Orchestern wie den Wiener Philharmonikern, den Wiener Symphonikern, der Sächsischen Staatskapelle Dresden oder dem NHK-Symphony Orchestra auf – unter der Leitung von Dirigenten wie Claudio Abbado, Leonard Bernstein, Karl Böhm, Herbert Blomstedt, Zubin Mehta, Riccardo Muti und Christian Thielemann.
1973 erfolgte die Gründung des Küchl-Quartetts (international als Wiener-Musikverein-Quartett bekannt), von 1976 bis 2021 trat das Küchl-Quartett im Rahmen seines eigenen Konzertzyklus im Brahmssaal des Wiener Musikvereins auf. Seit 1985 leitet das Wiener Ring Ensemble, das sich hauptsächlich auf die Walzermusik in der Tradition der Wiener Philharmoniker konzentriert.
Von 1989 bis 2016 spielte Küchl auf der Stradivari „Chaconne“ von 1775, die ihm von der Österreichischen Nationalbank zur Verfügung gestellt wurde.
Seither konzertiert er als Solist und Gastkonzertmeister im In- und Ausland.
Er unterrichtet weiterhin Violine und Kammermusik.

## Privates
Sein älterer Bruder ist der Komponist Ulrich Küchl. Seit 1975 ist Rainer Küchl mit einer Japanerin verheiratet. Gemeinsam haben sie zwei Töchter.

## Auszeichnungen
- 1973: Mozart-Interpretationspreis für solistische Leistungen, Österreich
- 1978: Mozart-Medaille der Mozartgemeinde Wien (Auszeichnung des Küchl-Quartetts), Österreich
- 1985: Goldenes Verdienstzeichen des Bundeslandes Salzburg, Österreich
- 1988: Österreichisches Ehrenkreuz für Wissenschaft und Kunst
- 1994: Großes Ehrenzeichen für Verdienste um die Republik Österreich
- 1999: Ehrenmitglied der Johann Strauss-Gesellschaft, Österreich
- 2001: Ehrenmitglied der Wiener Staatsoper, Österreich
- 2010: Ernennung als „Botschafter der freundschaftlichen Beziehungen“ der japanischen Stadt Kawasaki, Japan
- 2010: Mittlerer Orden der Aufgehenden Sonne am Band, Japan[5]
- 2017: Ehrenmitglied der Wiener Hofmusikkapelle
- 2020: Arima-Preis vom NHK-Symphony Orchestra Tokyo, Japan[6]
- 2022: Goldener Johann Strauss der Johan Strauss-Gesellschaft, Österreich[7]
- 2025: Großes Goldenes Ehrenzeichen für Verdienste um das Bundesland Niederösterreich, Österreich[8]